# Ordre de bataille unioniste de Globe Tavern
Les unités et commandants suivants de l'armée de l'Union ont combattu lors de la bataille de Globe Tavern (18-21 août 1864), de la guerre de Sécession. L'ordre de bataille est compilé à partir des comptes-rendus des victimes. L'ordre de bataille confédéré est indiqué séparément.

## Abréviations utilisées

### Grade militaire
- MG = Major général
- BG = Brigadier général
- Col = Colonel
- Ltc = Lieutenant-colonel
- Maj = Commandant
- Cpt = Capitaine
- Lt = Lieutenant

### Autre
- (b) = blessé
- mb = mortellement blessé
- † = tué
- (PDG) = capturé

## Armée du Potomac

### Ve corps
MG Gouverneur K. Warren, Commandant en chef sur le terrain
Escorte : Lt John C. Paul
- 4th Pennsylvania Cavalry (détachement)

Garde de la prévôté : Maj Henry W. Rider
- 5th New York (bataillon)

Train d'ambulance : Cpt William F. Drum
| Division                                          | Brigade | Régiments et autres |
| ------------------------------------------------- | --- | --- |
| Première division BG Charles Griffin              | Première brigade Col William S. Tilton | - 121st Pennsylvania : Cpt Nathaniel Lang - 142nd Pennsylvania : Ltc Horation N. Warren - 143rd Pennsylvania : Cpt Chester K. Hughes - 149th Pennsylvania : Ltc John Irvin - 150th Pennsylvania : Maj George W. Jones - 187th Pennsylvania : Cpt Joseph A. Ege |
| Première division BG Charles Griffin              | Deuxième brigade Col Edgar M. Gregory | - 32nd Massachusetts - 21st Pennsylvania Cavalry (démonté) - 91st Pennsylvania - 155th Pennsylvania |
| Première division BG Charles Griffin              | Troisième brigade Col James Gwyn Ltc William A. Throop | - 20th Maine : Cpt Joseph F. Land - 18th Massachusetts : Cpt Luther S. Bent - 1st Michigan : Ltc William A. Throop, Maj George C. Hopper - 16th Michigan : Col Norval B. Welch - 44th New York : Ltc Freeman Conner - 83rd Pennsylvania : Ltc DeWitt C. McCoy - 118th Pennsylvania |
| Deuxième division BG Romeyn B. Ayres              | Première brigade BG Joseph Hayes (PDG) Aug 19 Col Frederick Winthrop Col Charles P. Stone | - 5th New York : Col Frederick Winthrop - 140th New York - 146th New York : Maj James G. Grindlay - 10th United States (3 compagnies) : Cpt Robert H. Hall - 11th United States : Cpt Joshua S. Fletcher, Jr. - 12th United States : Cpt Samuel S. Newbury ( †) - 14th United States : Cpt Charles H. Ingrahm (malade), Lt Alfred Foote (b), Lt John C. White (PDG) - 17th United States |
| Deuxième division BG Romeyn B. Ayres              | Deuxième brigade Col Nathan T. Dushane ( †) 21 août Col Samuel A. Graham | - 1st Maryland: Ltc John W. Wilson - 4th Maryland - 7th Maryland - 8th Maryland - Purnell (Maryland) Legion : Col Samuel A. Graham |
| Deuxième division BG Romeyn B. Ayres              | Troisième brigade | - 15th New York Heavy Artillery : Ltc Michael Wiedrich (b), Maj Louis Eiche |
| Troisième division BG Samuel W. Crawford          | Première brigade Col Peter Lyle | - 16th Maine : Col Charles W. Tilden - 39th Massachusetts : Ltc Charles L. Peirson (b) - 104th New York : Col Gilbert G. Prey (PDG), Ltc John R. Strang (PDG) - 90th Pennsylvania : Ltc William A. Leech (PDG), Maj Jacob M. Davis (PDG), Cpt William P. Davis - 107th Pennsylvania : Col Thomas F. McCoy                                                                                |
| Troisième division BG Samuel W. Crawford          | Deuxième brigade Col Richard Coulter Col Charles Wheelock | - 94th New York : Maj John McMahon - 97th New York : Col Charles Wheelock, Cpt Delos E. Hall - 11th Pennsylvania : Cpt Benjamin F. Haines - 88th Pennsylvania : Cpt Henry Whiteside |
| Troisième division BG Samuel W. Crawford          | Troisième brigade Col William R. Hartshorne | - 190th Pennsylvania : Ltc Joseph Pattee - 191st Pennsylvania : Col James Carle |
| Quatrième division BG Lysander Cutler (b) 21 août | Première brigade BG Edward S. Bragg | - 7th Indiana : Maj Merit C. Welsh - 19th Indiana - 24th Michigan - 1st Battalion New York Sharpshooters : Cpt Clinton Perry (PDG) - 6th Wisconsin : Cpt Charles P. Hyatt (b), Cpt William M. Remington - 7th Wisconsin : Ltc Mark Finnicum |
| Quatrième division BG Lysander Cutler (b) 21 août | Deuxième brigade Col J. William Hofmann | - 3rd Delaware : Cpt James E. Bailey - 4th Delaware : Ltc Charles E. LaMotte - 76th New York : Ltc John E. Cook - 95th New York : Maj Robert W. Bard (b) - 147th New York : Ltc George Harney - 56th Pennsylvania : Maj John T. Jack - 157th Pennsylvania (bataillon) : Cpt Thomas E. Carter                                                                                             |
| Quatrième division BG Lysander Cutler (b) 21 août | Garde de la prévôté | - Independent (Wisconsin) Battalion |
| Brigade d'artillerie Col Charles S. Wainwright    | - Massachusetts Light, 3rd Battery (C) : Cpt Augustus P. Martin, Lt Aaron F. Walcott - Massachusetts Light, 5th Battery (E) - Massachusetts Light, 9th Battery - 1st New York Light, Battery B : Lt Robert E. Rogers - 1st New York Light, Battery C - 1st New York Light, Battery D : Cpt Angell Matthewson - 1st New York Light, Battery E & Battery L - 1st New York Light, Battery H - New York Light, 5th Battery - New York Light, 15th Battery: Cpt Patrick Hart - 1st Pennsylvania Light, Battery B - 4th United States, Battery B - 5th United States, Battery D : Lt William E. Van Reed | |

### IXe corps
MG John Parke
| Division                                 | Brigade                                                | Régiments et autres |
| ---------------------------------------- | ------------------------------------------------------ | --- |
| Première division BG Julius White        | Première brigade Ltc Joseph H. Barnes                  | - 21st Massachusetts (3 compagnies) - 29th Massachusetts - 35th Massachusetts - 56th Massachusetts - 57th Massachusetts - 59th Massachusetts - 100th Pennsylvania                                            |
| Première division BG Julius White        | Deuxième brigade Ltc Gilbert P. Robinson               | - 3rd Maryland - 14th New York Heavy Artillery - 179th New York - 2nd Pennsylvania Provisional Heavy Artillery : Cpt James W. Haig                                                                           |
| Première division BG Julius White        | Artillerie                                             | - Massachusetts Light, 14th Battery |
| Deuxième division BG Robert B. Potter    | Première brigade Col Zenas R. Bliss Col John I. Curtin | - 36th Massachusetts - 58th Massachusetts - 2nd New York Mounted Rifles (dismounted) - 51st New York - 45th Pennsylvania : Col John I. Curtin - 48th Pennsylvania : Maj Oliver Bosbyshell - 4th Rhode Island |
| Deuxième division BG Robert B. Potter    | Deuxième brigade BG Simon G. Griffin                   | - 31st Maine - 32nd Maine - 2nd Maryland - 6th New Hampshire - 9th New Hampshire - 11th New Hampshire - 17th Vermont                                                                                         |
| Deuxième division BG Robert B. Potter    | Ingénieur temporaire                                   | - 7th Rhode Island Infantry : Ltc Percy Daniels |
| Deuxième division BG Robert B. Potter    | Artillerie                                             | - Massachusetts Light, 11th Battery - New York Light, 19th Battery |
| Troisième division BG Orlando B. Willcox | Première brigade BG John F. Hartranft                  | - 8th Michigan : Maj Horatio Belcher ( †) - 27th Michigan - 109th New York - 13th Ohio Cavalry (démonté) - 51st Pennsylvania - 37th Wisconsin - 38th Wisconsin (5 compagnies)                                |
| Troisième division BG Orlando B. Willcox | Deuxième brigade Col William Humphrey                  | - 1st Michigan Sharpshooters - 2nd Michigan - 20th Michigan - 24th New York Cavalry (démonté) - 46th New York - 60th Ohio - 50th Pennsylvania                                                                |
| Troisième division BG Orlando B. Willcox | Ingénieur temporaire                                   | - 17th Michigan Infantry : Cpt Joseph A. Sudsborough |

### Cavalerie
| Division                                                      | Brigade                              | Régiments et autres                                                                |
| ------------------------------------------------------------- | ------------------------------------ | ---------------------------------------------------------------------------------- |
| Deuxième division du corps de cavalerie de l'armée du Potomac | Première brigade Col William Stedman | - 1st Massachusetts - 1st New Jersey - 10th New York - 6th Ohio - 1st Pennsylvania |
| Division de cavalerie de l'armée de la James                  | Deuxième brigade Col Samuel P. Spear | - 1st District of Columbia - 11th Pennsylvania                                     |